# 杜埃 (意大利)
杜埃（發音：[duə] ⓘ）是意大利瓦莱达奥斯塔的一个市镇。总面积16平方公里，人口479人，人口密度29.9人/平方公里（2009年）。ISTAT代码为007024。